# Novaliches
Novaliches és una població que pertany al terme municipal de Xèrica (Alt Palància, País Valencià), de la qual està ubicada a dos quilòmetres en direcció est, a la vora del barranc de Benafer. El 2009 tenia 98 habitants.
El nucli urbà es compon de només dos carrers: el principal, del mateix nom que la pedania, parteix de l'església de Sant Miquel. L'altre, precisament rep el nom d'aquest sant, i va ser inaugurat l'any 2000.

## Història
D'origen àrab, la seua història ha estat lligada a la de Xèrica, primer sota la seua taifa i després que Jaume I donara el lloc a Fernández de Azagra, sota la seua baronia i ducat.
El 1366 serà repoblada per cristians. El 1429 passa a propietat de Francisco Zarzuela, i posteriorment és abandonada pels seus pobladors. En el seu lloc, la vila és repoblada per famílies mores provinents de Gaibiel.
La família Zarzuela tindrà fama de mala gestió, mal ús i abusos injustificats cap a la població. Un alçament, ajudat pels sogorbins, ajustícia Miguel Zarzuela. Novaliches és comprada per Jerónimo Pérez de Arnal i la seua dona, que al seu torn la venen al Duc de Calabria, qui tampoc era ben vist pels veïns de l'aldea, ja que reivindicaven ser considerats una vila independent, així com tampoc pels xericans. A les postres, el 1564, a la mort del noble, passa a la Corona Reial. En aquesta època la població apareixia amb el nom de Novaliges, i el lexicògraf Josep Escrig i Martínez, al seu Diccionario valenciano-castellano, manté aquesta forma toponímica en valencià.
Ja al segle xix, la població va prendre partit a les guerres carlistes pel bàndol liberal, ajudant al General Manuel Pavía y Lacy davant el general carlí Serrano. Els liberal guanyen la batalla, Pavia rep el títol de Marquès de Novaliches i en gratitud, regala un calze d'or i argent per a la parròquia de Sant Miquel.
En eixa mateixa centúria, Novaliches va perdre la seua condició de municipi, tot passant al terme de Xèrica.

## Llocs d'interès
- Església de Sant Miquel
- La Font del Clero.

## Festivitats
- Festa de Sant Miquel, per al 29 de setembre.